# Vevo
Vevo (stilizirano vevo) je web hosting usluga za glazbene video spotove u vlasništvu Googlea, SME, UMG i Abu Dhabi Media. Usluga je pokrenuta 9. prosinca 2009. Videozapisi se objavljuju na Googleu (YouTube) s kojim Vevo dijeli prihod od oglašavanja.
Vevo nudi glazbene video spotove triju najvećih diskografskih kuća, SME, UMG i EMI. Iako je WMG u početku razmatrao udomljavanje svog sadržaja na usluzi, ipak je oformio konkurentsko partnerstvo s Viacom Media Networks.

## Vizualni identitet
- Logo od prosinca 2009. do ožujka 2013.
- Logo od ožujka 2013. do srpnja 2016.
- Logo od srpnja 2016.

## Vanjske poveznice
- Službena stranica